# Каменна-Воля (гміна Говарчув)
Каменна-Воля (пол. Kamienna Wola) — село в Польщі, у гміні Говарчув Конецького повіту Свентокшиського воєводства.
Населення — 289 осіб (2011).
У 1975-1998 роках село належало до Радомського воєводства.

## Демографія
Демографічна структура на день 31 березня 2011 року:
|          | Загалом | Допрацездатний вік | Працездатний вік | Постпрацездатний вік |
| -------- | ------- | ------------------ | ---------------- | -------------------- |
| Чоловіки | 144     | 26                 | 107              | 11                   |
| Жінки    | 145     | 31                 | 76               | 38                   |
| Разом    | 289     | 57                 | 183              | 49                   |